# Alleanza dei Socialdemocratici Indipendenti
L'Alleanza dei Socialdemocratici Indipendenti (in serbo: Савез независних Социјалдемократа - СНСД; in bosniaco e croato: Savez nezavisnih socijaldemokrata - SNSD) è un partito politico della Bosnia ed Erzegovina.

## Prima del SNSD
Le prime elezioni libere in Jugoslavia si tennero nel 1990, dopo la caduta del regime comunista. Il Parlamento della Repubblica Socialista di Bosnia ed Erzegovina, nel 1990 contava 130 membri.  Alcuni socialdemocratici di nazionalità serba, guidati da Milorad Dodik, si candidarono come indipendenti nelle file dell'Unione delle Forze Riformiste per la Bosnia ed Erzegovina, un piccolo partito socio-liberale. Le elezioni del 1990, risultarono vittoriosi i partiti nazionalisti (Partito d'Azione Democratica, Partito Democratico Serbo, Unione Democratica Croata di Bosnia ed Erzegovina) e venne sconfitta la lista dei post-comunisti della Lega comunista-SDP. Gli altri partiti elessero solo 5 seggi. Nello stesso 1990, i socialdemocratici indipendenti serbi costituirono, nell'Assemblea serba di Bosnia ed Erzegovina, un gruppo parlamentare che fino al 1996, in piena guerra, costituì l'opposizione al governo guidato dai nazionalisti del Partito Democratico Serbo. 
Al termine della guerra nel Paese, il Partito dei Socialdemocratici Indipendenti si presentò alle elezioni parlamentari del 1996 ottenendo il 5,7% dei voti e 2 seggi alla Camera dei rappresentanti. Alle parlamentari del 2000 concorse col Partito Socialista Democratico: l'alleanza ottenne il 5,1% e un seggio. Tra il 1999 e il 2002, diverse formazioni politiche si fusero al partito: il Partito Socialista Democratico (Demokratska socijalistička partija), nato da una scissione del Partito Socialista della Republika Srpska; il Partito dei Socialdemocratici Indipendenti (Stranka nezavisnih socijaldemokrata); il Partito Social-Liberale (Socijal-liberalna stranka); il Partito Democratico per Banja Luka e la Krajina (Demokratska stranka za Banjaluku i Krajinu); il Nuovo Partito dei Lavoratori (Nova radnička stranka). Durante il Congresso del 2002, la formazione decise di cambiare il suo nome in "Alleanza dei Socialdemocratici Indipendenti", mantenendo la sua vecchia abbreviazione.

## 2002-2006
Alle elezioni del 2002, la nuova Alleanza dei Socialdemocratici Indipendenti raddoppiò i voti del Partito dei Socialdemocratici Indipendenti, giungendo al 10,1% dei voti ed eleggendo 3 seggi. Il buon risultato fu dovuto all'emorragia di consensi subita dal Partito Socialdemocratico di Bosnia ed Erzegovina ed al non brillante risultato del Partito Socialista della Republika Srpska. SNDS, del resto, ottenne gli stessi voti dei nazionalisti croati dell'HDZ, ma, a causa del complesso sistema elettorale, SNDS elesse 3 deputati ed HDZ 5. SNDS si pose, così, all'opposizione del governo Tercić sostenuto dai vari partiti nazionalisti, dai conservatori serbi del PDP e dai centristi del SBiH.

## 2006: La vittoria alle elezioni
Alle elezioni generali del 2006, grazie ad una politica al tempo stesso riformista e nazionalista, SNSD ha raddoppiato i propri voti passando dal 10,7 al 19,1%, divenendo il primo partito bosniaco. Il sistema elettorale bosniaco prevede due circoscrizioni elettorali una per la Federazione di Bosnia ed Erzegovina (28 seggi), l'altra per la Repubblica Srpska (14 seggi). SNDS, essendo espressione della comunità serba, si presenta solo nella circoscrizione relativa alla Repubblica Srpska. Il dato di SNDS è, quindi, ancora più rilevante dato che, nella propria circoscrizione, ha ottenuto addirittura il 50,1% dei voti. Tale dato è stato sostanzialmente confermato anche alle elezioni per l'Assemblea della Repubblica Srpska, dove SNSD ha ottenuto il 44,9% dei voti. Milan Jelić di SNSD è stato, inoltre, eletto Presidente della Repubblica Srpska con il 50,7% dei consensi, superando di venti punti il candidato di SDS. SNSD ha ottenuto l'elezione di un proprio esponente, Radmanovic Nebojsa, a Presidente della Bosnia Erzegovina per la Comunità Serba (La Bosnia ed Erzegovina ha 3 presidenti uno per ogni comunità - bosgnacchi, croati, serbi). Radmanovic ha ottenuto il 54,5% dei voti superando di ben trenta punti il candidato di SDS. 
Il "socialdemocratico indipendente" Nikola Spirić viene nominato Primo ministro della Bosnia ed Erzegovina di un governo sostenuto anche da SDA, SBiH, HDZ BIH, HZ, PDP e NS.

## 2010: Nuova vittoria
Alle elezioni generali del 2010 il già Primo Ministro della Republika Srpska Milorad Dodik si candida presidente della Republika Srpska conquistando il 50,52% dei voti contro il 35,92% ottenuti dalla candidato del centrodestra(SDS-PDP-SRS RS) Ognjen Tadic.
Anche Nebojša Radmanović è confermato membro serbo della Presidenza della Bosnia col 48,92%,contro il 47,31% ottenuto dal centrodestra.
Nell'Assemblea Nazionale della Repubblica Serba di Bosnia ed Erzegovina il SNSD conquista il 38,00% dei consensi e 37 seggi su 83, inoltre Igor Radojičić, viene riconfermato come Presidente dell'Assemblea. 
Nella circoscrizione per la Repubblica Serba al Parlamento bosniaco, il SNSD conquista il 43,30% dei voti e 8 seggi.
Aleksandar Džombić invece è stato incaricato dal presidente Dodik come primo ministro del nuovo governo sostenuto dalla coalizione SNSD-SP-DNS. SNSD nel 2012 è entrato anche nel nuovo governo bosniaco insieme a SDP, HDZ, HDZ 1990, SDA e SDS.

## 2014: Terza vittoria
Alle elezioni generali del 2014  Dodik si ricandida come presidente e viene rieletto con il 45,40% dei voti scartando di poco Ognjen Tadić (44,28%, candidato del centrodestra unito nell'Alleanza per i Cambiamenti).
Viene invece sconfitta Željka Cvijanović (47,63%, primo ministro uscente) nelle elezioni per la Presidenza bosniaca dal candidato dell'Alleanza per i Cambiamenti Mladen Ivanić (48,69%).
Nell'Assemblea Nazionale della Repubblica Serba di Bosnia ed Erzegovina SNSD perde voti pur rimanendo primo partito con il 32,28% dei consensi e 29 seggi su 83. Nella circoscrizione per la Repubblica Serba al Parlamento bosniaco, SNSD invece ottiene il 38,48% dei voti e 6 seggi.
SNSD è riuscito a formare comunque la nuova maggioranza e Željka Cvijanović è stata rinominata primo ministro della Repubblica Serba sostenuta dagli alleati del DNS e SP. Invece i socialdemocratici indipendenti non sono entrati nella maggioranza a livello nazionale rimanendo all'opposizione.